# Electric (альбом Pet Shop Boys)
| Оценки критиков | Оценки критиков |
| Источник        | Оценка          |
| --------------- | --------------- |
| The Arts Desk   | [ 3 ]           |
| Clash           | [ 4 ]           |
| Digital Spy     | [ 5 ]           |
| The Guardian    | [ 6 ]           |
| The Independent | [ 7 ]           |
| Mojo            | [ 8 ]           |
| MusicOMH        | [ 9 ]           |
| Out             | [ 10 ]          |
| Q               | [ 11 ]          |
| Slant Magazine  | [ 12 ]          |
| The Telegraph   | [ 13 ]          |
| Uncut           | [ 14 ]          |

Electric (с англ. — «Электрический») — двенадцатый студийный альбом британской синти-поп-группы Pet Shop Boys, который был выпущен 15 июля 2013 года.
BBC Radio 2 выбрало Electric «Альбомом недели» 8 июля 2013 года. 3-я строчка в чарте Великобритании и 26-я в США — наивысшие позиции Pet Shop Boys в этих чартах за последние 20 лет.

## Об альбоме

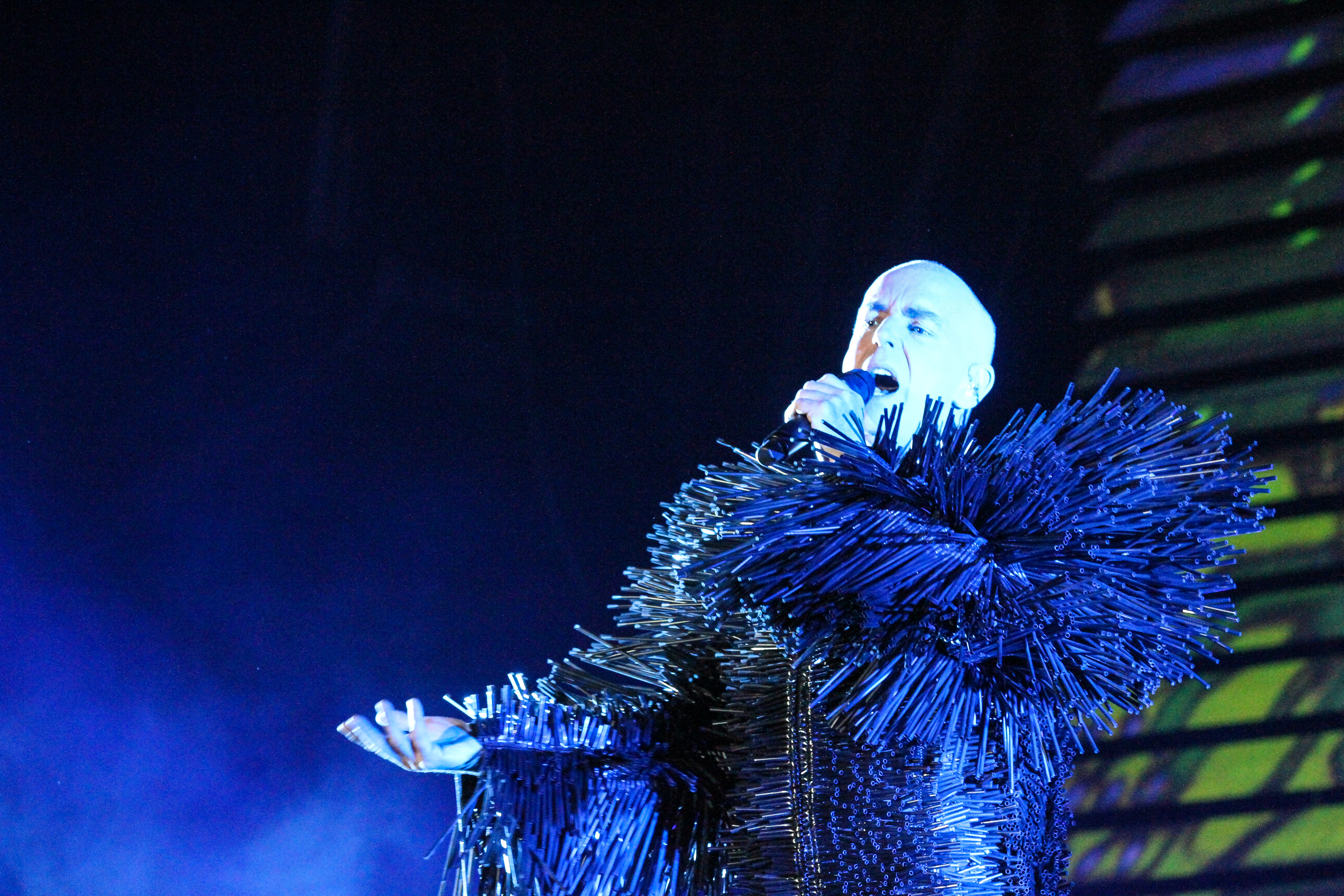
Melt! Festival, 2013 год

Pet Shop Boys записывали альбом в Лондоне, Берлине и Лос-Анджелесе с ноября 2012 по апрель 2013 года. В создании альбома принимал участие Стюарт Прайс. Когда Pet Shop Boys начали сотрудничать с Прайсом, они ясно дали понять, что хотят сделать «танцевальную запись», в противовес «задумчивому настроению» предыдущего альбома Elysium. Прайс заявил, что его целью было создать каждый трек так, чтобы он вызывал чувство «эйфории и чего-то нового».
Альбом был анонсирован на Youtube 14 марта 2013 года, а 22 марта в городе Веракрус (Мексика) прошёл промо-концерт в рамках грядущего Electric tour. Микширование альбома закончилось в конце апреля; 30 апреля 2013 года дуэт объявил на своём сайте, что они записали альбом «за последние 6 месяцев».
Это первый альбом группы, вышедший не на лейбле Parlophone, а на собственном лейбле дуэта x2. Альбом был выпущен по всему миру одновременно 12 июля 2013 года в четырёх форматах: CD, цифровой формат, PlayButton и винил. В поддержку альбома группа провела одноимённый тур, посетив 46 стран и дав 112 выступлений.
Electric занял 3-ю позицию в UK Albums Chart с 15,715 проданных копий за первую неделю, в США — 26-ю в Billboard 200 с 11,000 копий — это их лучший результат в обеих странах со времён Very, выпущенного в 1993 году. Альбом также занял вторую позицию в чарте Dance/Electronic Albums.

## Отзывы критиков
Electric получил восторженные отзывы музыкальных критиков. Сайт-агрегатор Metacritic на основе 28 рецензий выдал альбому 84 балла из 100 возможных, означающий «всемирное признание». Саймон Прайи (The Independent) описал альбом как «грандиозный». The Telegraph: «Electric — второй действительно фантастический дэнс-поп-прорыв года». Портал PopJustice опубликовал статью «Здесь 5 причин, по которым Electric Pet Shop Boys  — их лучший альбом со времён Very». Slant Magazine опубликовал список 25 лучших альбомов 2013 года с Electric на 10-й строчке.

## Список композиций
Слова и музыка всех песен — Нил Теннант и Крис Лоу, кроме указанных отдельно.
| №  | Название                                                       | Длительность |
| -- | -------------------------------------------------------------- | ------------ |
| 1. | «Axis»                                                         | 5:32         |
| 2. | «Bolshy»                                                       | 5:44         |
| 3. | «Love Is a Bourgeois Construct» (Pet Shop Boys, Michael Nyman) | 6:41         |
| 4. | «Fluorescent»                                                  | 6:14         |
| 5. | «Inside a Dream»                                               | 5:37         |
| 6. | «The Last to Die» (Брюс Спрингстин)                            | 4:12         |
| 7. | «Shouting in the Evening»                                      | 3:36         |
| 8. | «Thursday» (при участии Example)                               | 5:02         |
| 9. | «Vocal»                                                        | 6:34         |

| №   | Название                      | Длительность |
| --- | ----------------------------- | ------------ |
| 10. | «Axis» (Boys Noize remix)     | 4:10         |
| 11. | «Axis» (Boys Noize Dub remix) | 4:10         |

## Позиции в чартах
| Чарт (2013)                                  | Наивысшая позиция |
| -------------------------------------------- | ----------------- |
| Австралия (ARIA)                             | 24                |
| Австрия (Ö3 Austria)                         | 13                |
| Бельгия/Валлония (Ultratop)                  | 20                |
| Бельгия/Фландрия (Ultratop)                  | 25                |
| Великобритания (UK Albums Chart)             | 3                 |
| Великобритания (UK Independent Albums Chart) | 1                 |
| Венгрия (MAHASZ)                             | 40                |
| Германия (Offizielle Top 100)                | 3                 |
| Греция (IFPI)                                | 51                |
| Дания (Hitlisten)                            | 2                 |
| Ирландия (IRMA)                              | 3                 |
| Испания (PROMUSICAE)                         | 5                 |
| Италия (Classifica album)                    | 37                |
| Канада (Canadian Albums Chart)               | 21                |
| Ирландия (IRMA)                              | 18                |
| Нидерланды (Album Top 100)                   | 15                |
| Норвегия (VG-lista)                          | 1                 |
| Польша (ZPAV)                                | 50                |
| США (Billboard 200)                          | 26                |
| США (Billboard Independent Albums)           | 2                 |
| США (Billboard Dance/Electronic Albums)      | 2                 |
| Финляндия (Suomen virallinen lista)          | 5                 |
| Франция (SNEP)                               | 34                |
| Чехия (ČNS IFPI)                             | 4                 |
| Швейцария (Schweizer Hitparade)              | 6                 |
| Швеция (Sverigetopplistan)                   | 11                |
| Шотландия (Scottish Albums Chart)            | 10                |
| Эстония (Raadio 2)                           | 5                 |

## Дополнительные факты
- Одной из первых для альбома была записана «Vocal»[55]; видеоклип к этой песне смонтирован из любительских съёмок фестивалей Второго лета любви[56].
- «Bolshy» содержит построчный сопроводительный перевод на русский язык каждого куплета; в начале слышен фрагмент обратного отсчёта на русском языке.
- «The Last to Die» является кавер-версией песни Брюса Спрингстина.
- Мелодия «Fluorescent» содержит элементы «Fade to Grey» группы Visage.